# Скоч Медоус (Северна Каролина)
Скоч Медоус (енгл. Scotch Meadows) насељено је место без административног статуса у америчкој савезној држави Северна Каролина.

## Демографија
По попису из 2010. године број становника је 580.
| Група             | 2000.    | 2010.       |
| Белци             | 0 (0,0%) | 508 (87,6%) |
| Афроамериканци    | 0 (0,0%) | 35 (6,0%)   |
| Азијати           | 0 (0,0%) | 13 (2,2%)   |
| Хиспаноамериканци | 0 (0,0%) | 6 (1,0%)    |
| Укупно            | 0        | 580         |